# Qatar ExxonMobil Open 2004 - Qualificazioni singolare
Le qualificazioni del singolare  del Qatar ExxonMobil Open 2004 sono state un torneo di tennis preliminare per accedere alla fase finale della manifestazione. I vincitori dell'ultimo turno sono entrati di diritto nel tabellone principale. In caso di ritiro di uno o più giocatori aventi diritto a questi sono subentrati i lucky loser, ossia i giocatori che hanno perso nell'ultimo turno ma che avevano una classifica più alta rispetto agli altri partecipanti che avevano comunque perso nel turno finale.
Le qualificazioni del torneo Qatar ExxonMobil Open 2004 prevedevano 32 partecipanti di cui 4 sono entrati nel tabellone principale.

## Teste di serie
1. Vladimir Volčkov (Qualificato)
2. Werner Eschauer (ultimo turno)
3. Álex Calatrava (primo turno)
4. Jiří Vaněk (secondo turno)

1. Răzvan Sabău (secondo turno)
2. Ivo Heuberger (Qualificato)
3. Janko Tipsarević (ultimo turno)
4. Olivier Patience (secondo turno)

## Qualificati
1. Vladimir Volčkov
2. Markus Hantschk

1. Bohdan Ulihrach
2. Ivo Heuberger

## Tabellone

### Legenda
| - Q = Qualificato - WC = Wild card - LL = Lucky loser | - ALT = Alternate - SE = Special Exempt - PR = Protected Ranking | - w/o = Walkover - r = Ritirato - d = Squalificato |

### Sezione 1
|  | Primo turno      | Primo turno        | Primo turno        | Primo turno | Primo turno |  |  | Secondo turno | Secondo turno    | Secondo turno    | Secondo turno    | Secondo turno |   |   | Ultimo turno | Ultimo turno     | Ultimo turno | Ultimo turno | Ultimo turno |  |
|  |                  |                    |                    |             |             |  |  |               |                  |                  |                  |               |   |   |              |                  |              |              |              |  |
|  | 1                | Vladimir Volčkov   | Vladimir Volčkov   | 7           | 6           |  |  |               |                  |                  |                  |               |   |   |              |                  |              |              |              |  |
|  |                  | Andrej Stoljarov   | Andrej Stoljarov   | 5           | 1           |  |  | 1             | Vladimir Volčkov | Vladimir Volčkov | 6                | 6             |   |   |              |                  |              |              |              |  |
|  | Michal Mertiňák  | Michal Mertiňák    | Michal Mertiňák    | 7           | 7           |  |  |               | Michal Mertiňák  | Michal Mertiňák  | 2                | 3             |   |   |              |                  |              |              |              |  |
|  | Louis Vosloo     | Louis Vosloo       | Louis Vosloo       | 6(1)        | 6(0)        |  |  |               |                  |                  |                  |               |   |   | 1            | Vladimir Volčkov | 6            | 3            | 6            |  |
|  | Paolo Lorenzi    | Paolo Lorenzi      | Paolo Lorenzi      | 6           | 6           |  |  |               |                  | 7                | Janko Tipsarević | 3             | 6 | 1 |              |                  |              |              |              |  |
|  | Mohammed Abdulla | Mohammed Abdulla   | Mohammed Abdulla   | 1           | 0           |  |  |               | Paolo Lorenzi    | Paolo Lorenzi    | 0                | 4             |   |   |              |                  |              |              |              |  |
|  | 7                | Janko Tipsarević   | Janko Tipsarević   | 6           | 7           |  |  | 7             | Janko Tipsarević | Janko Tipsarević | 6                | 6             |   |   |              |                  |              |              |              |  |
|  |                  | Jan Frode Andersen | Jan Frode Andersen | 4           | 62          |  |  |               |                  |                  |                  |               |   |   |              |                  |              |              |              |  |

### Sezione 2
|  | Primo turno        | Primo turno        | Primo turno        | Primo turno | Primo turno |  |  | Secondo turno | Secondo turno      | Secondo turno      | Secondo turno   | Secondo turno   |   |   | Ultimo turno | Ultimo turno    | Ultimo turno    | Ultimo turno | Ultimo turno |  |
|  |                    |                    |                    |             |             |  |  |               |                    |                    |                 |                 |   |   |              |                 |                 |              |              |  |
|  | 2                  | Werner Eschauer    | 3                  | 6           | 6           |  |  |               |                    |                    |                 |                 |   |   |              |                 |                 |              |              |  |
|  |                    | Rik De Voest       | 6                  | 4           | 4           |  |  | 2             | Werner Eschauer    | Werner Eschauer    | 6               | 7               |   |   |              |                 |                 |              |              |  |
|  | Juan Antonio Marín | Juan Antonio Marín | Juan Antonio Marín | 6           | 6           |  |  |               | Juan Antonio Marín | Juan Antonio Marín | 1               | 64              |   |   |              |                 |                 |              |              |  |
|  | Nicolas Coutelot   | Nicolas Coutelot   | Nicolas Coutelot   | 4           | 4           |  |  |               |                    |                    |                 |                 |   |   | 2            | Werner Eschauer | Werner Eschauer | 4            | 4            |  |
|  | Markus Hantschk    | Markus Hantschk    | Markus Hantschk    | 6           | 6           |  |  |               |                    |                    | Markus Hantschk | Markus Hantschk | 6 | 6 |              |                 |                 |              |              |  |
|  | František Čermák   | František Čermák   | František Čermák   | 1           | 3           |  |  |               | Markus Hantschk    | Markus Hantschk    | 7               | 3               |   |   |              |                 |                 |              |              |  |
|  | 5                  | Răzvan Sabău       | 6                  | 3           | 6           |  |  | 5             | Răzvan Sabău       | Răzvan Sabău       | 68              | 0r              |   |   |              |                 |                 |              |              |  |
|  |                    | Musaad Al Jazzaf   | 3                  | 6           | 1           |  |  |               |                    |                    |                 |                 |   |   |              |                 |                 |              |              |  |

### Sezione 3
|  | Primo turno               | Primo turno                  | Primo turno                  | Primo turno | Primo turno |  |  | Secondo turno             | Secondo turno             | Secondo turno   | Secondo turno   | Secondo turno   |   |   | Ultimo turno            | Ultimo turno            | Ultimo turno            | Ultimo turno | Ultimo turno |  |
|  |                           |                              |                              |             |             |  |  |                           |                           |                 |                 |                 |   |   |                         |                         |                         |              |              |  |
|  |                           | Juan-Albert Viloca-Puig      | Juan-Albert Viloca-Puig      | 6           | 6           |  |  |                           |                           |                 |                 |                 |   |   |                         |                         |                         |              |              |  |
|  | 3                         | Álex Calatrava               | Álex Calatrava               | 4           | 2           |  |  | Juan-Albert Viloca-Puig   | Juan-Albert Viloca-Puig   | 3               | 6               | 6               |   |   |                         |                         |                         |              |              |  |
|  | Francisco Fogues-Domenech | Francisco Fogues-Domenech    | Francisco Fogues-Domenech    | 6           | 6           |  |  | Francisco Fogues-Domenech | Francisco Fogues-Domenech | 6               | 3               | 4               |   |   |                         |                         |                         |              |              |  |
|  | Karim Maamoun             | Karim Maamoun                | Karim Maamoun                | 4           | 1           |  |  |                           |                           |                 |                 |                 |   |   | Juan-Albert Viloca-Puig | Juan-Albert Viloca-Puig | Juan-Albert Viloca-Puig | 0            | 4            |  |
|  | Bohdan Ulihrach           | Bohdan Ulihrach              | Bohdan Ulihrach              | 7           | 6           |  |  |                           |                           | Bohdan Ulihrach | Bohdan Ulihrach | Bohdan Ulihrach | 6 | 6 |                         |                         |                         |              |              |  |
|  | Gilles Müller             | Gilles Müller                | Gilles Müller                | 5           | 2           |  |  |                           | Bohdan Ulihrach           | 6               | 3               | 6               |   |   |                         |                         |                         |              |              |  |
|  | 8                         | Olivier Patience             | Olivier Patience             | 6           | 6           |  |  | 8                         | Olivier Patience          | 2               | 6               | 4               |   |   |                         |                         |                         |              |              |  |
|  |                           | Amir Mohamed Ebrahim Bayoumi | Amir Mohamed Ebrahim Bayoumi | 2           | 3           |  |  |                           |                           |                 |                 |                 |   |   |                         |                         |                         |              |              |  |

### Sezione 4
|  | Primo turno         | Primo turno         | Primo turno         | Primo turno | Primo turno |  |  | Secondo turno | Secondo turno       | Secondo turno       | Secondo turno | Secondo turno |   |   | Ultimo turno | Ultimo turno | Ultimo turno | Ultimo turno | Ultimo turno |  |
|  |                     |                     |                     |             |             |  |  |               |                     |                     |               |               |   |   |              |              |              |              |              |  |
|  | 4                   | Jiří Vaněk          | 7                   | 1           | 7           |  |  |               |                     |                     |               |               |   |   |              |              |              |              |              |  |
|  |                     | Andreas Seppi       | 65                  | 6           | 5           |  |  | 4             | Jiří Vaněk          | 7                   | 3             | 3             |   |   |              |              |              |              |              |  |
|  | Jan Hernych         | Jan Hernych         | Jan Hernych         | 7           | 7           |  |  |               | Jan Hernych         | 68                  | 6             | 6             |   |   |              |              |              |              |              |  |
|  | Simon Greul         | Simon Greul         | Simon Greul         | 5           | 5           |  |  |               |                     |                     |               |               |   |   |              | Jan Hernych  | Jan Hernych  | 4            | 69           |  |
|  | Oscar Serrano-Gamez | Oscar Serrano-Gamez | Oscar Serrano-Gamez | 6           | 6           |  |  |               |                     | 6                   | Ivo Heuberger | Ivo Heuberger | 6 | 7 |              |              |              |              |              |  |
|  | Boris Pašanski      | Boris Pašanski      | Boris Pašanski      | 2           | 0           |  |  |               | Oscar Serrano-Gamez | Oscar Serrano-Gamez | 2             | 65            |   |   |              |              |              |              |              |  |
|  | 6                   | Ivo Heuberger       | Ivo Heuberger       | 7           | 6           |  |  | 6             | Ivo Heuberger       | Ivo Heuberger       | 6             | 7             |   |   |              |              |              |              |              |  |
|  |                     | Daniele Bracciali   | Daniele Bracciali   | 68          | 1           |  |  |               |                     |                     |               |               |   |   |              |              |              |              |              |  |